# Arthur Edeson
Arthur Edeson (24. oktober 1891 – 14. februar 1970) var en amerikansk filmfotograf født i New York City.
Hans karriere startede i den tidlige filmindustri i New York, og arbejdede gennem stumfilmsæraen i Hollywood og derefter med tonefilm i 1930'erne og 1940'erne.
Hans arbejde omfattede mange store film i filmhistorie, inklusivt Tyven fra Bagdad (1924), Frankenstein (1931), Ridderfalken (1941) og Casablanca (1942).
Han var en af stifterne af American Society of Cinematographers, og var nomineret til tre Oscar i sin karriere.

## Karriere
Edeson startede som stillfotograf, men begyndte at arbejde med film i 1911 som kameraopertør hos det amerikanske Éclair Studio i Fort Lee, New Jersey da det og mange andre tidlige filmstudier i USAs første filmindustri, var baseret her i begyndelsen af det 20. århundrede.
Da Éclair Studio blev reorganiseret som World Film Company, blev han forfremmet til cheffotograf, og arbejdede sammen med stjernen Clara Kimball Young.
gennem 1920'erne, filmede Edeson en del vigtige film blandt andet Douglas Fairbanks' Robin Hood (1922), Tyven fra Bagdad (1924) og den banebrydende special effects-film Den forsvundne Verden (1925).
I tonefilmens begyndelse, eksperimenterede Edeson med at camouflere mikrofonerne i optagelser udenfor. In Old Arizona, den første tonefilm der blev filmet uden for et studio, beviste overfor Hollywood-cheferne at tonefilm ikke var begrænset af et lydstudio. Westernfilmen Mod lykkens land, der havde John Wayne i sin første hovedrolle, blev også filmet af Edeson i den 70mm widescreen-proces kaldet "Fox Grandeur".
I begyndelsen af 1930'erne hans, måske, mest mindeværdige kreative partnerskab dannet med instruktør James Whale
for hvem han filmede de første tre af Whales horrorfilm-kvartet: Frankenstein (1931), The Old Dark House (1932) og Den usynlige mand (1933).
I 1919, var Edeson en af stifterne af American Society of Cinematographers.
Arthur Edeson døde 14. februar 1970, 78 år gammel, i Agoura Hills, California.